# مارتن هاينز
مارتن هاينز هو لاعب كرة قدم دنماركي، ولد في 28 فبراير 1983. لعب مع نادي إيسبيرغ ونادي هورسينس.